# ترو مانتیلا
ترو مانتیلا (فنلاندی: Tero Mäntylä؛ زادهٔ ۱۸ آوریل ۱۹۹۱) بازیکن فوتبال اهل فنلاند است.
از باشگاه‌هایی که در آن بازی کرده‌است می‌توان به باشگاه فوتبال اینتر تورکو، باشگاه فوتبال پورتسموث، باشگاه فوتبال لودوگورتس رازگراد، باشگاه فوتبال سینایوئن یالکاپالوکرهو، و باشگاه فوتبال السوند اف. کی اشاره کرد.
وی همچنین در تیم‌های ملی فوتبال زیر ۲۱ سال فنلاند و فنلاند بازی کرده‌است.